# Spanish Armada Visitor Centre
Het Spanish Armada Visitor Centre is een museum in het Ierse Grange in County Sligo. Het museum  werd geopend in 2018 en vertelt het verhaal over de noodlottige reis van de Spaanse Armada en de impact ervan op de regio rond Sligo.
Na de slag bij Grevelingen zeilde de Armada via Schotland langs de westkust van Ierland in een poging om zo naar Spanje terug te keren. Op 25 september 1588 vergingen drie schepen van de Armada. In Streedagh nabij Grange bevinden zich de scheepswrakken van deze drie schepen, La Lavia, Santa María de Visón en een derde schip, mogelijk La Juliana. De scheepswrakken werden in 1985 ontdekt. In 2015 werden nog kanonnen gevonden. Elk jaar in september wordt de schipbreuk herdacht op het strand van Streedagh. 